# Близкоизточна информационна агенция
Близкоизточната информационна агенция (на английски: Middle East News Agency, MENA; на арабски: وكالة أنباء الشرق الأوسط) е информационна агенция в Египет със седалище в Кайро, управлявана от правителството на Египет. Основана е през 1955 г. Тя е член на Федерацията на арабските информационни агенции, която включва националните информационни агенции на 18 арабски страни. През 90-те години на XX век агенцията си сътрудничи с близо 25 информационни агенции. Предоставя новини на три езика – арабски, английски и френски.

## История
Основана е на 15 декември 1955 г. като акционерно дружество със седалище в Кайро, собственост на пресата в Египет. Започва дейността си на 28 февруари 1956 г. През 1962 г. агенцията става собственост на правителството в Египет. През 1978 г. агенцията става собственост на Съвета на Шура. През 1980 г. е създаден борд на директорите, който започва да управлява агенцията. По-късно е прикрепена към Министерството на информацията.
На 23 ноември 2023 г. главният редактор на агенцията, Али Хасан, води разговори с главния директор на Българската телеграфна агенция – Кирил Вълчев, в централата на МЕНА в Кайро за започването на размяна на новини между двете информационни агенции, като преди това двете агенции не са имали споразумение за сътрудничество.